# 寶崗天主堂

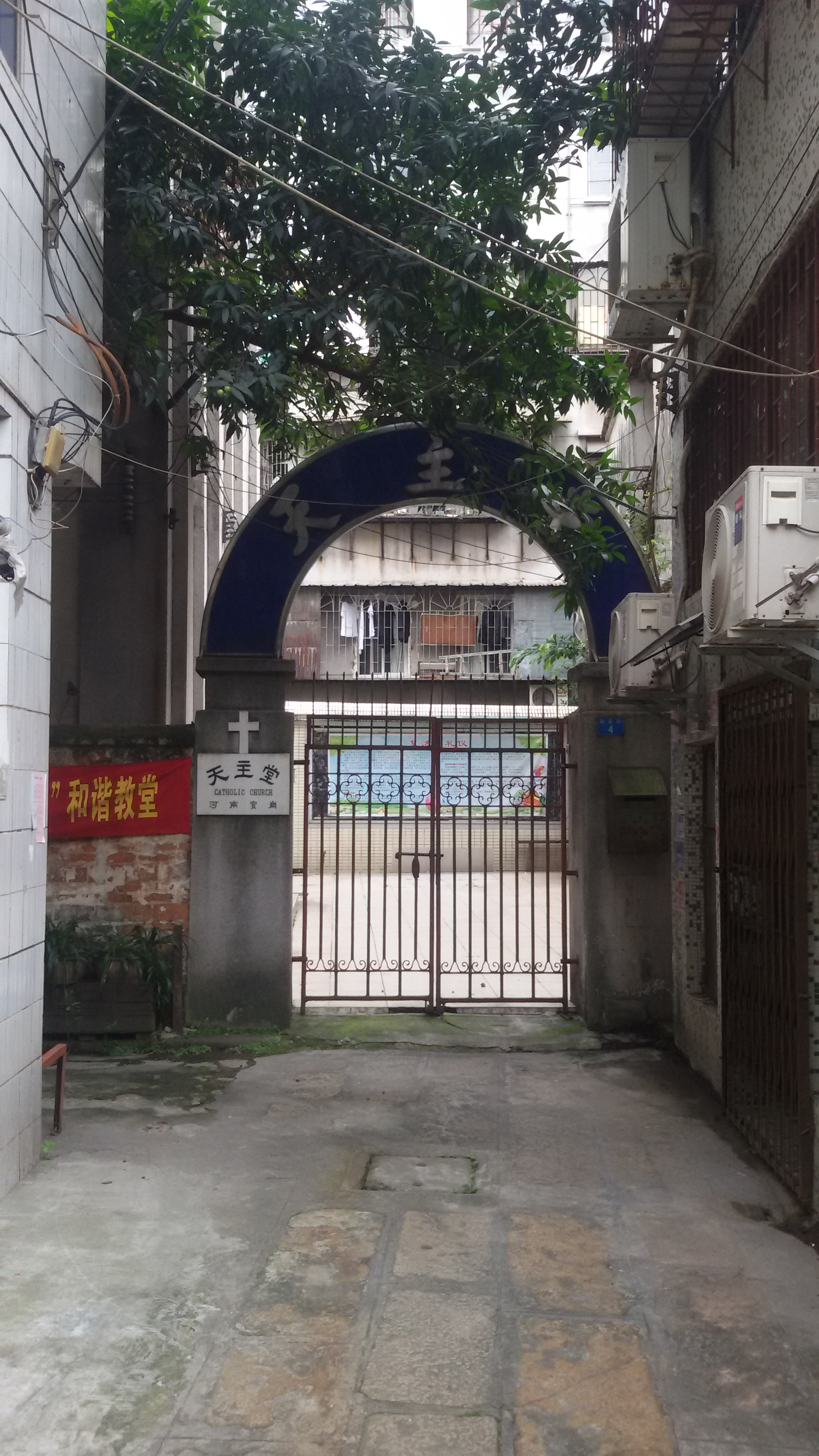
廣州河南寶崗天主堂原貌

寶崗天主堂，又名為河南寶崗聖家堂，廣州寶崗聖母聖心堂，是位於廣東省廣州市的一間天主教教堂，地址是海珠區（原寶崗鄉）同福中路寶玉直街崇正里4號。官方未認定為文物保護單位。2018年2月2日左右被施工隊推倒。2021年12月9日，举行复堂庆典活动。

## 歷史
史載清道光二十五年（1845年），天主教法國巴黎外方傳教會派遣李其芳神父來廣州傳教,李在教堂所在地開辦了民眾識字班,並建立了教徒聚會所。後越來越多教徒前來參拜，1938年6月，就在原址改建了1棟3層樓高的教堂，總佔地264㎡。其中1樓是教堂，2樓與3樓為神父居室。
1947年，廣州教區請美國瑪利諾外方傳教會代管教堂，傳教會派了美籍神父馬奕猷（F. Myer）任本堂神父，廣州教區就派了黃鳴潮神父擔任副本堂。光復後，廣州教區委託美國瑪利諾外方傳教會代管，由該會派美籍馬奕猶神父任本堂。隨後美國天神會亦派修女到該堂附近寶王新巷開設一間伯多祿醫院，管理權仍屬法國巴黎外方傳教會。
1953年，外籍神父離開返國，由華籍神父黃鳴潮接任本堂神父，謝志賢神父接任副本堂。
文革時期受到破四舊浪潮衝擊，教堂宗教停止活動，教堂被寶崗街服裝廠佔用。直到第12屆人大三中全會開完為止。由於政府落實返宗教房屋政策，於1984年將教堂產權歸還教會，經過2年維修之後，於1986年12月7日恢復教會活動，由吳德莘神父主持教務。2012年時主任司鐸為劉育智神父。
2018年，被施工隊推倒。後續調查發現照規劃許可是批准只拆了左边隔壁的樓宇，主樓是只批准外牆面翻新，施工隊理解錯誤。
2021年12月9日，举行复堂庆典活动。

## 外觀
教堂大門上高是彎成拱形的鐵枝，上書天主堂3個字。洋樓高20多米，窗房同門口都是長方形，窗有鑲嵌藍色玻璃，極具神秘感，為教堂原特色之一。

## 外部連結
- 天主堂 中国广州政府
- 河南宝岗天主堂 （页面存档备份，存于） 广州市民族宗教事务局